# Пихта Фразера
Пихта Фразера (лат. Abies fraseri) — хвойное дерево; вид рода Пихта семейства Сосновые (Pinaceae). Североамериканский вид, ограничено произрастающий в юго-восточных Аппалачах.
Вид назван в честь шотландского ботаника Джона Фрейзера, собирателя многочисленных естественнонаучных коллекций на территории Америки.

## Распространение и экология
Естественным образом произрастает на территории США, встречается в штатах Виргиния, Теннесси, Северная Каролина и Джорджия, по сообщениям, также встречается в Западной Виргинии. Селится в горных лесах, обычно на северных склонах, на высотах 1200—2300 метров над уровнем моря, при годовом количестве осадков 850—2000 мм, с сильными снегопадами зимой.
Существует много рассеянных популяций, обычно образующих смешанные насаждения с Picea rubens, иногда c Betula papyrifera и подлеском богатым мхами или с преобладанием верескового кустарника.

### Вредители

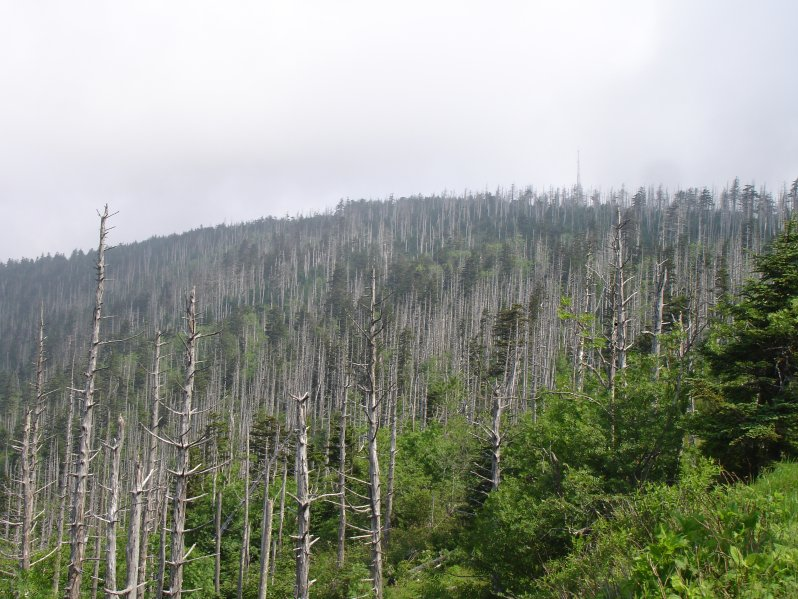
Лес с погибшими деревьями

Популяции Abies fraseri сильно пострадали от завезённого в Северную Америку вредителя хвойных пород хермеса корового пихтового (Adelges piceae). Появление и распространение насекомого привело к быстрому сокращению пихты Фразера по всему ареалу, когда погибло более 80 процентов зрелых деревьев. Быстрая регенерация саженцев, в условиях отсутствия полога, привела к хорошему возобновлению популяции здоровых молодых деревьев в местах, где ранее стояли зрелые леса. Однако, когда эти молодые деревья становятся достаточно взрослыми, у них в коре образуются трещины, и лесные угодья могут вновь быть подвержены поражению вредителем.
Adelges piceae был завезен из Европы, вероятно, впервые проник в северо-восточную часть Соединённых Штатов и юго-восточную Канаду.
В Северной Америке Adelges piceae питается всеми видами сосновых, но большая часть заражения приходится на пихту бальзамическую и пихту Фразера. Насекомые поражают любые части деревьев, где могут достичь паренхимы коры.

## Описание
Деревья до 25 м высотой, диаметр ствола около 75 см, с открытой, симметричной, пирамидальной или шпилеподобной кроной. Кора серая, тонкая, гладкая, с возрастом покрывается красноватыми чешуйками, позже становится серой. Ветви расходятся от ствола под прямым углом, бледно-жёлто-коричневые, с красноватым опушением. Почки открытые, светло-коричневые, конические, маленькие, смолистые, вершины острые. Базальные чешуи короткие, широкие, равносторонне-треугольные, голые, смолистые, края целые, вершина остроконечная. Иглы хвои длиной 1,2—2,5 см, толщиной 1,5—2 мм, 2-рядные, особенно в нижних частях дерева, в поперечном сечение плоские, гибкие, источают сильный скипидарный запах. На нижней стороне хвои находятся два устьичных ряда по (8-) 10 (-12) устьиц с каждой стороны средней жилки. Верхняя поверхность иголок тёмно-зелёная блестящая, иногда слегка сизая, с 0—3 устьичными рядами в середине листа. Кончики игл от слегка зазубренных до округлых.
Пихта Фразера однодомное дерево, то есть мужские и женские шишки (стробилы) растут на одном дереве. Пыльцевые шишки обычно открываются с середины мая до начала июня. Мужские шишки находятся ниже женских шишек, но в основном в верхней половине кроны.
Пыльцевые шишки при опылении красно-жёлтые или жёлто-зелёные. Семенные шишки цилиндрические, размерами 3,5—6 × 2,5—4 см, тёмно-фиолетовые, с желтовато-зелёными прицветниками, сидячие. Семена размером 4—5 × 2—3 мм, коричневого цвета; крылья примерно такой же длины, как тело, пурпурные.
Семена появляются когда деревья достигают 15 лет. Семена хорошо прорастают на минеральной почве, мхе, торфе, разлагающихся пнях и бревнах, и даже на достаточно влажной лесной подстилке.
Древесина бледно-коричневая с белой заболонью.
Количество хромосом 2n = 24.
|  |  |  |

## Значение и применение

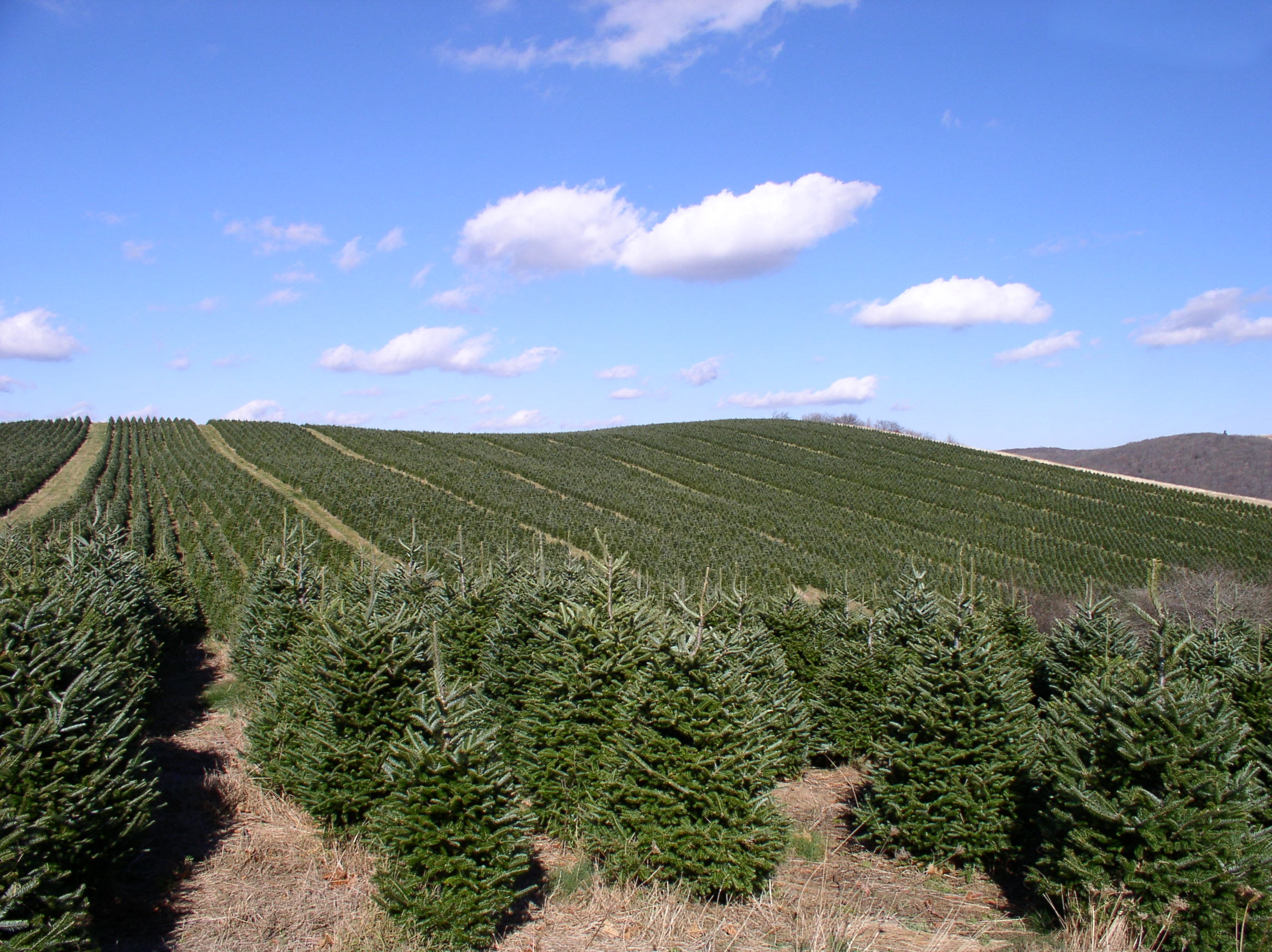
Плантация рождественских деревьев

Пихта Фразера не имеет существенного значения в качестве источника древесины, однако она широко используется в качестве рождественской ёлки . Её мягкий аромат, форма, прочные ветви и способность сохранять мягкие иголки (которые не колются при подвешивании украшений) в течение длительного времени, делают её одним из лучших деревьев для рождества. Пихта Фразера чаще использовалась в качестве рождественской ёлки Белого дома (официальной ёлки президента США), чем любое другое хвойное дерево.

## Таксономия
Abies fraseri (Pursh) Poir. in Lamarck et al. Encyclopédie méthodique: Botanique: Supplément 5(1): 35 Архивная копия от 21 апреля 2019 на Wayback Machine. 1817.
Вид очень близок к родственному виду пихта бальзамическая, ряд авторов определяли его как подвид или разновидность Abies balsamea.

### Синонимы
Homotypic Names:
- Pinus fraseri Purshbasionym, Fl. Amer. Sept. 2: 639 (1813).
- Picea fraseri (Pursh) Loudon, Arbor. Frutic. Brit. 4: 2340 (1838).
- Abies balsamea var. fraseri (Pursh) Spach, Hist. Nat. Vég. 11: 422 (1841).
- Picea balsamea var. fraseri (Pursh) J.Nelson, Pinaceae: 179 (1866).
- Abies balsamea subsp. fraseri (Pursh) A.E.Murray, Kalmia 12: 18 (1982).

Heterotypic Synonyms:
- Abies humilis Bach.Pyl., Mém. Soc. Linn. Paris 4: 437 (1826).
- Picea hudsonia Gordon & Glend., Pinetum: 148 (1858).
- Abies fraseri f. prostrata Rehder, J. Arnold Arbor. 9: 30 (1928).
- Abies fraseri var. prostrata (Rehder) Hornibr., Dwarf Conifers, ed. 2: 25 (1939).